# 熊西駅
熊西駅（くまにしえき）は、福岡県北九州市八幡西区熊西一丁目にある、筑豊電気鉄道筑豊電気鉄道線の駅である。駅番号はCK03。
以前は西日本鉄道（西鉄）北九州線との分岐駅だった。

## 歴史
- 1914年（大正3年）6月25日[1]：西鉄北九州線（当時九州電気軌道）の停留場として開業。
- 1956年（昭和31年）3月21日：筑豊電気鉄道線開通。
- 1968年（昭和43年）7月：貞元停留場より熊西停留場に改称。
- 2000年（平成12年）11月26日：西鉄北九州線廃止により、筑豊電気鉄道の単独駅となる。

## 駅構造
相対式ホーム2面2線を持つ地上駅である。以前は西鉄北九州線との乗換駅で、方面別に停車位置を変えていた。その名残として他の駅に比べてホームが長めになっている。無人駅。両線の実際の分岐点は西に数百メートルほどいった地点にあった。
| ホーム | 路線        | 行先                       | 備考 |
| ------ | ----------- | -------------------------- | ---- |
| 1      | ■筑豊電鉄線 | 永犬丸・楠橋・筑豊直方方面 |      |
| 2      | ■筑豊電鉄線 | 黒崎駅前方面               |      |

※実際には上記ののりば番号標はない、上記の番号は列車運転指令上の番線番号である。

## 利用状況
2021年度の1日平均乗降人員は444人である。
近年の1日平均乗車人員は以下の通りである。
| 乗降人員推移 | 乗降人員推移 |
| 年度         | 1日平均人数  |
| ------------ | ------------ |
| 2011         | 624          |
| 2012         | 686          |
| 2013         | 501          |
| 2014         | 462          |
| 2015         | 482          |
| 2016         | 479          |
| 2017         | 474          |
| 2018         | 525          |
| 2019         | 480          |
| 2020         | 374          |
| 2021         | 444          |

## 駅周辺
- フレスポ黒崎
  - ドン・キホーテ黒崎店
  - 西松屋黒崎店
  - ニトリ黒崎店
  - びっくりドンキー黒崎店
- 北九州市立熊西中学校
- 皇后崎公園
- 聖ヨゼフ幼稚園
- 八幡西郵便局
- 福岡県八幡西警察署
- 八幡西警察署熊西交番
- 北九州市立筒井小学校
- 三菱ケミカル西門
- ホームラン三代目（ラーメン・居酒屋店）
- 国道3号

## 隣の駅
筑豊電気鉄道
■筑豊電気鉄道線
西黒崎駅 (CK02) - 熊西駅 (CK03) - 萩原駅 (CK04)
西日本鉄道
北九州線（2000年11月26日廃止）
西黒崎停留場  - 熊西停留場 - 皇后崎停留場